# قزل‌آلای رنگین‌کمان
قزل‌آلای رنگین‌کمان یا گل‌ماهی رنگین‌کمان نوعی ماهی از خانوادهٔ آزادماهیان (Salmonidae) است.
این ماهی از راستهٔ آزادماهی‌سانان (Salmoniformes)، از جنس قزل‌آلاها (Oncorhynchus) است.
از لحاظ ظاهری دارای بدنی کشیده و باله‌های توسعه یافته است که تعداد آن‌ها ۸ عدد می‌باشد و شامل دو باله سینه‌ای، دو باله شکمی، یک باله مخرجی و دو باله پشتی است. یکی از باله‌های پشتی بالای بدن و در وسط قرار دارد و دارای شعاع می‌باشد. باله پشتی دیگر کوچک و بدون شعاع و بر روی ساقه دمی قرار داشته که به نام بالچه چربی معروف است که مشخصه اصلی کلیه آزاد ماهیان می‌باشد.
قزل‌آلای رنگین کمان دهان بزرگی دارد که هنگام صید طعمه به علت آزاد بودن استخوان فکی تا حد زیادی باز شده و طعمه‌های بزرگ را شکار می‌کند.
رنگ اصلی سر و حاشیه بدن ماهی به رنگ زرد روشن است که در بالای خط جانبی لکه‌های تیره فراوانی دیده می‌شود. رنگ بدن ان در رودخانه‌های مختلف تغییر می‌کند و در رودخانه‌هایی که در سایه واقع گردیده است بسیار تیره می‌گردد.
طول این ماهی به ۴۰ سانتی‌متر و وزن ان به ۱٫۳ کیلوگرم می‌رسد. این ماهی دارای ۶۳–۶۱ مهره، ۱۹ خار آبششی، ۴۸ عدد زوائد باب‌المعده‌ای است. همچنین مانند بیشتر قرل‌آلاها دندان‌های تیزی دارد که بر روی استخوان خیش در سقف دهان قرار گرفته‌اند.

## زیستگاه
زیستگاه اصلی آن از رودخانه کاسکوکوئیم در آلاسکا شروع شده و به سمت جنوب ادامه یافته و به منطقه باها در کالیفرنیا می‌رسد. پراکنش این ماهی در ایران در حوزه دریای خزر، رودخانه‌های دجله، کارون، تجن و دریاچه نمک می‌باشد. به‌طور کلی قزل آلای رنگین کمان متعلق به آب‌های سرد و شفاف، بستر سنگی، سنگلاخی و شنی است. این ماهی در شرایط طبیعی در رودخانه‌ها و دریاچه‌های سرد و خنک زیست می‌کند.

## واریته‌ها
دو واریته اصلی از آن وجود دارد. یکی از این واریته‌ها که مهاجر دریا می‌باشد قزل آلای پولاد سر نامیده می‌شود. این ماهی در اغلب رودخانه‌هایی که به اقیانوس آرام می‌ریزند وجود دارد. واریته دیگر ساکن آب شیرین است که البته این نوع واریته به چندین نژاد تقسیم می‌شود.

## درجه حرارت
دمای مناسب برای رشد بهینه ماهی قزل آلای رنگین کمان بین ۱۷–۱۵ درجه سانتی گراد است. در این دما حداکثر توانایی در گوارش و جذب غذا و بالاترین میزان فعالیت آنزیمی را داراست و درجه حرارت‌های پایین‌تر مقداری از فعالیت‌های آنزیمی را کاهش داده و رشد ماهی را تحت تأثیر قرار می‌دهد.

## اکسیژن
غلظت اکسیژن مناسب برای ماهیان سردابی در شرایط طبیعی ۷ میلی‌گرم در لیتر بوده و حداقل اکسیژنی که ماهی می‌تواند تحمل کند بستگی به مدت زمان کمبود اکسیژن دارد.

## ph
یکی دیگر از مهم‌ترین فاکتورهای شیمیایی تعیین‌کننده رشد و تولید مثل ماهی پ-هاش می‌باشد. دامنه ۵/۸–۵/۶ بهترین بازه می‌باشد.

## co2
تمام آب‌های طبیعی دارای مقداری گاز کربنیک هستند که در حالت تعادل میزان ۲ میلی‌گرم در لیتر می‌باشد. برای قزل آلای رنگین کمان همین میزان ۲ میلی‌گرم در لیتر مناسب می‌باشد.

## تغذیه
ماهیان سردابی به دلیل دارا بودن روده کوتاه رژیم غذایی گوشتخواری دارند. تغذیه قزل آلا به‌طور طبیعی از لارو حشرات آبزی، سخت پوستان، نرمتنان، ماهیان ریز و سایر موجودات مستقر در رودخانه می‌باشد.

## تولید مثل
زمان تخم ریزی آن فصل بهار می‌باشد. البته قابل ذکر است که فصل تخم ریزی به تناسب محل و درجه حرارت متفاوت می‌باشد. هنگام بلوغ تغییراتی در ظاهر ماهی‌ها مشاهده می‌شود. در جنس نر، رنگ بدن تیره شده و فم کاهی انحنا پیدا می‌کند.

## نگارخانه

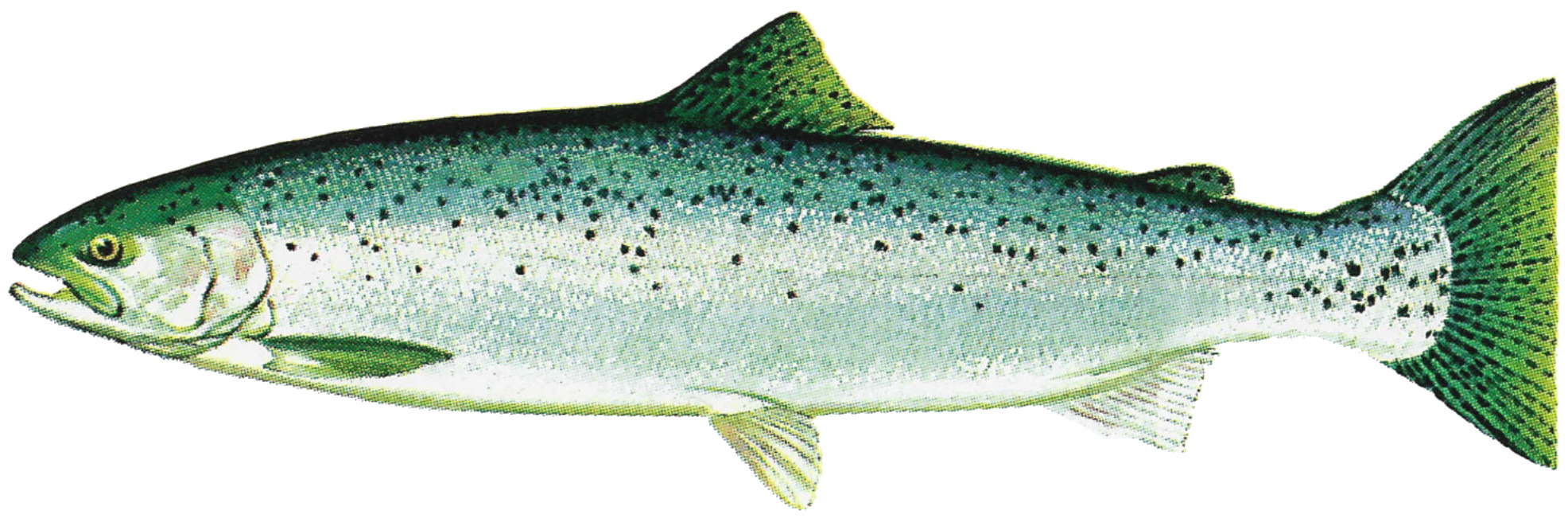
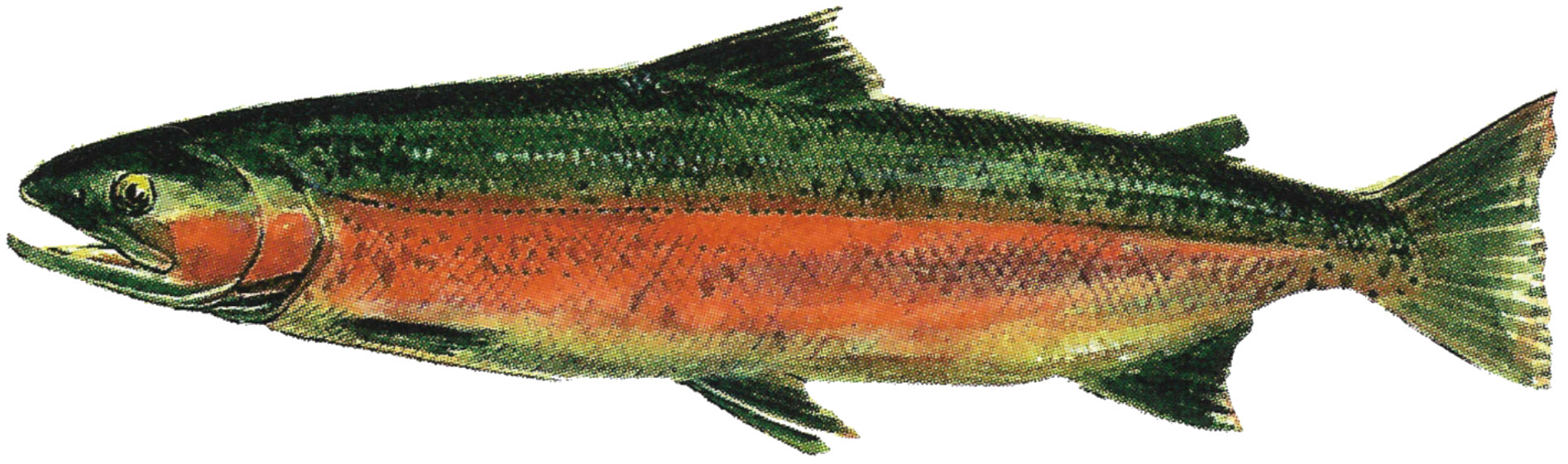
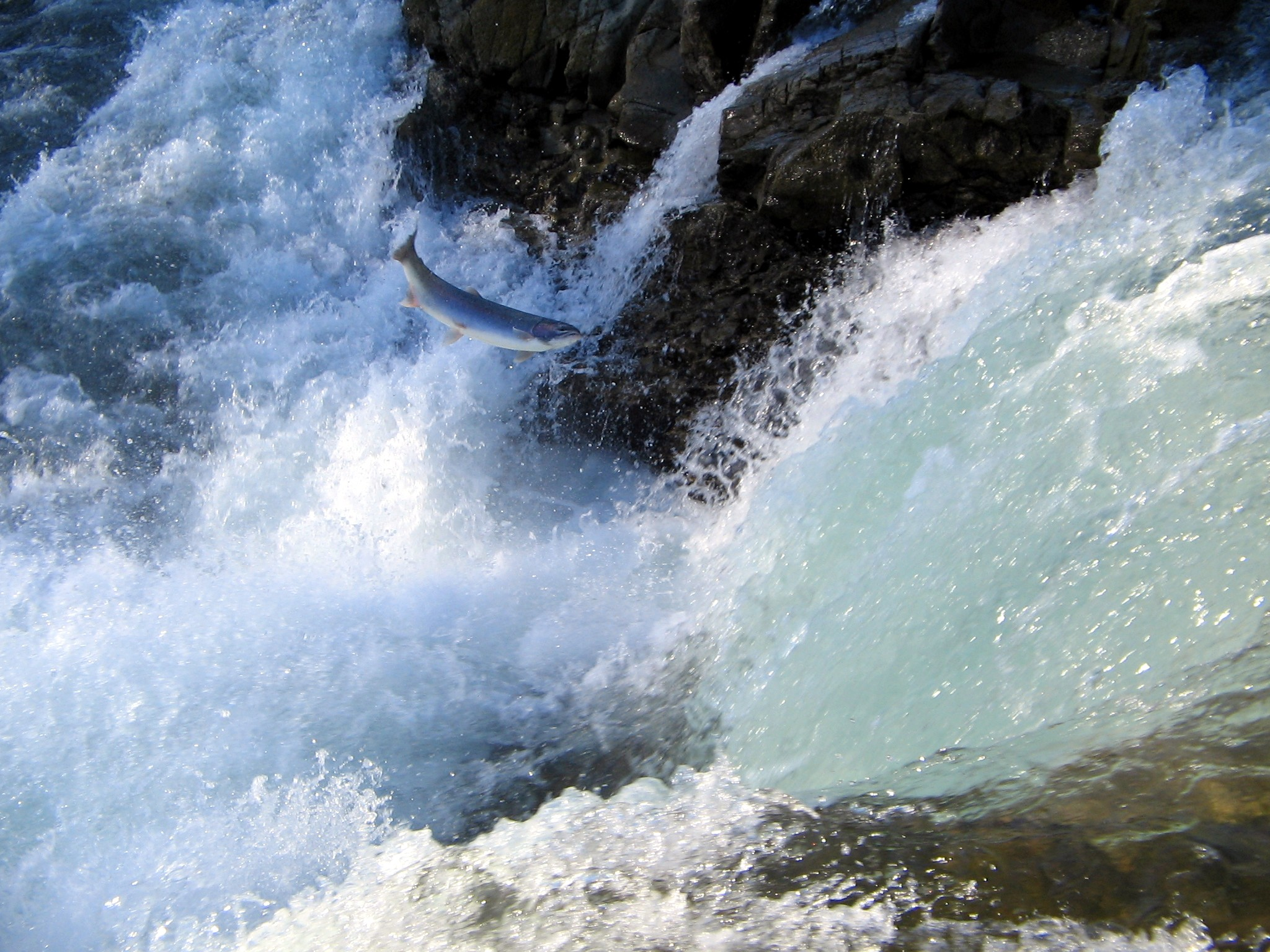
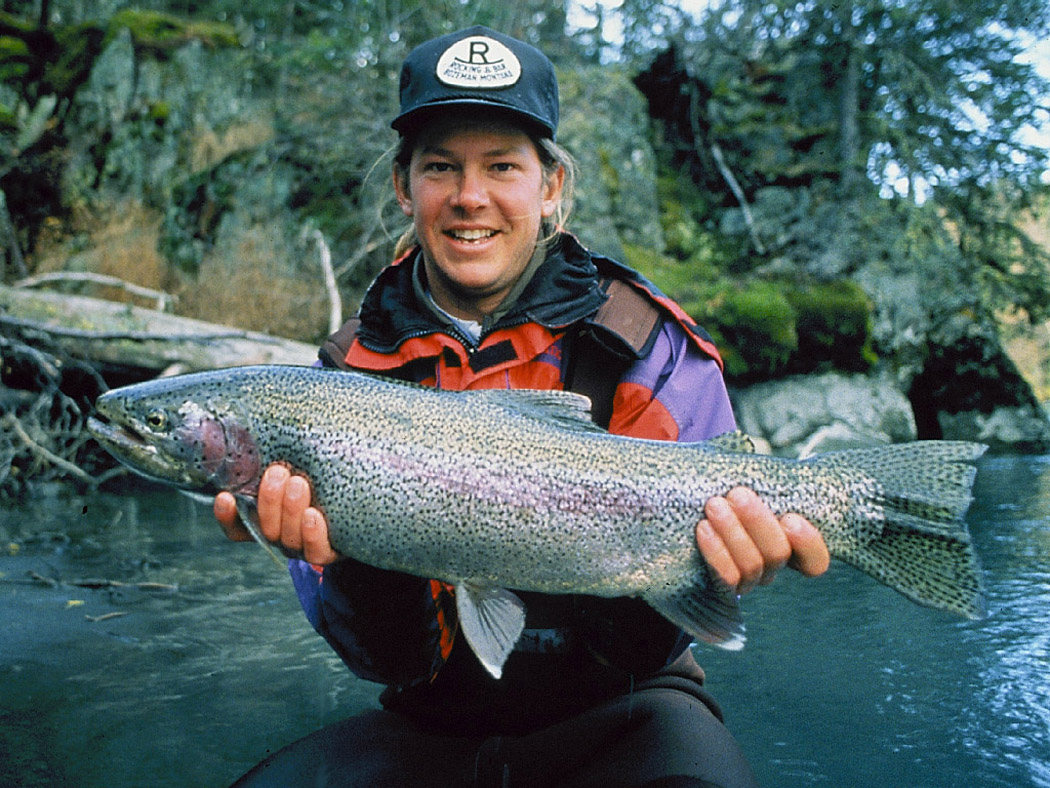
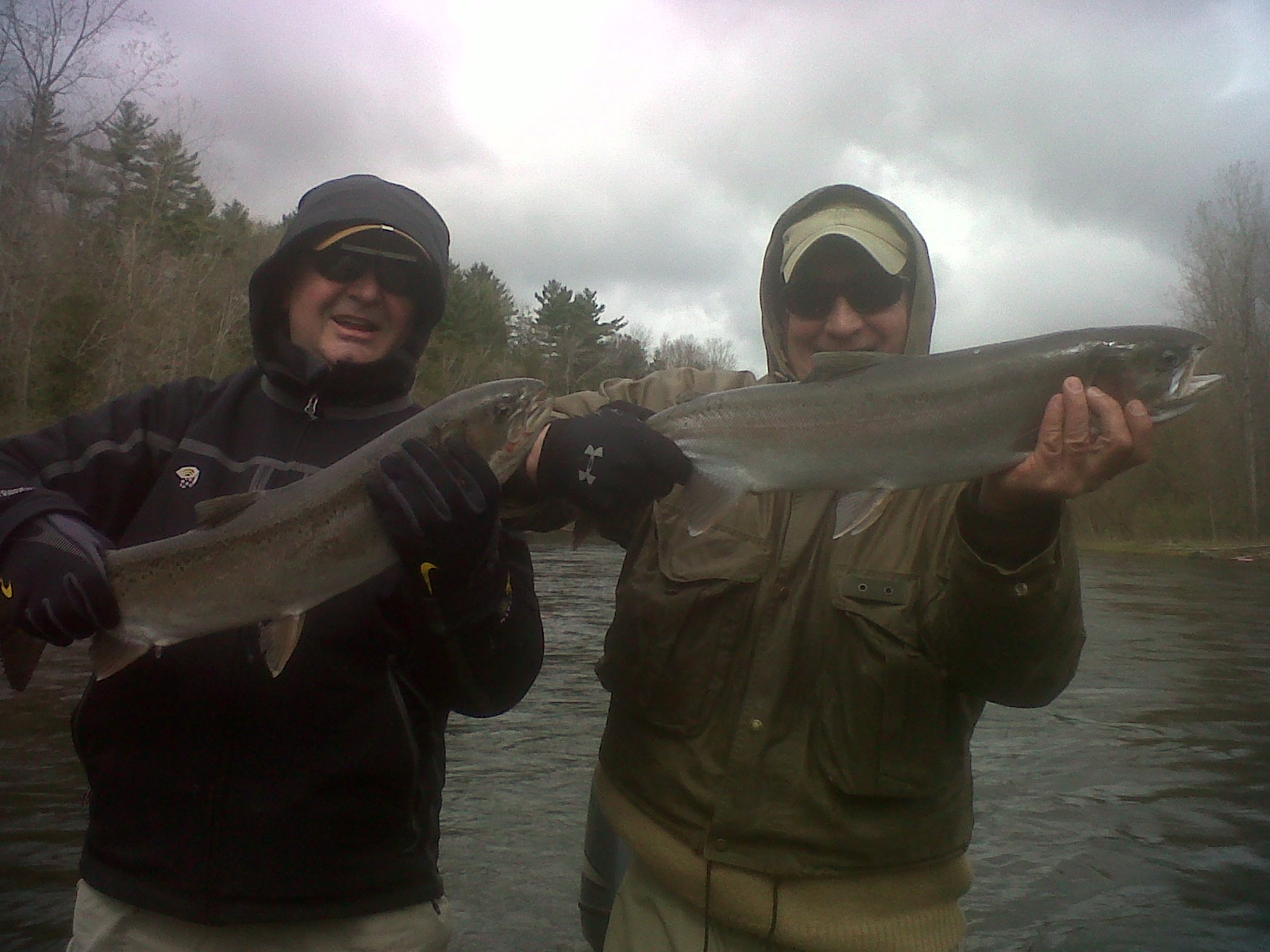